# Bàrmino
Bàrmino (en rus: Бармино) és una ciutat de l'óblast de Kírov, a Rússia, segons el cens del 2010 tenia 0. Pertany al districte (raion) de Viàtskie Poliani.